# Parikkala
Parikkala is een gemeente in de Finse provincie Zuid-Finland en in de Finse regio Zuid-Karelië. De gemeente heeft een landoppervlakte van 591,91 km² en telt 4.438 inwoners (2022).

## Geboren
- Hannu Siitonen (1949), atleet